# نادي بارا مانسا

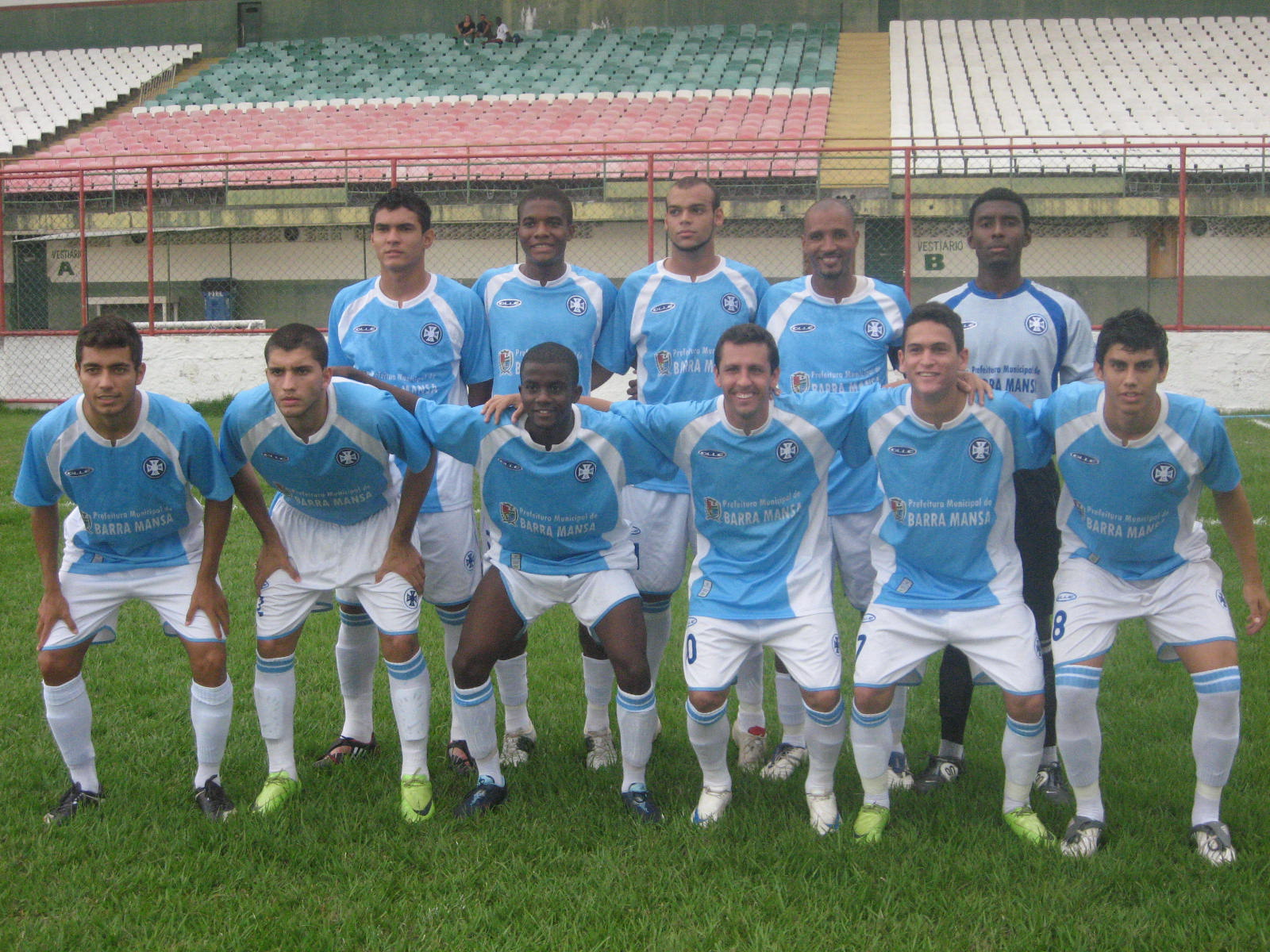
صورة للفريق في موسم 2010

نادي بارا مانسا لكرة القدم ، المعروف باسم بارا مانسا ، هو نادي كرة قدم برازيلي مقره في بارا مانسا ، ولاية ريو دي جانيرو .

## وصلات خارجية
- صفخة النادي على موقع كووورة

- الموقع الرسمي